# Llanos del Caudillo
Llanos del Caudillo ist ein Ort und eine Gemeinde (municipio) mit 657 Einwohnern (Stand: 2024) in der spanischen Provinz Ciudad Real der Autonomen Region Kastilien-La Mancha.
Die Gemeinde wurde 1999 aus der Nachbarkommune Manzanares gelöst.

## Lage
Llanos del Caudillo liegt etwa 75 Kilometer ostnordöstlich von Ciudad Real in einer Höhe von ca. 645 m. Die Autovía A-4 bildet die westliche Gemeindegrenze.

## Bevölkerungsentwicklung
| Jahr      | 2001 | 2011 | 2021 |
| Einwohner | 726  | 708  | 700  |

## Sehenswürdigkeiten

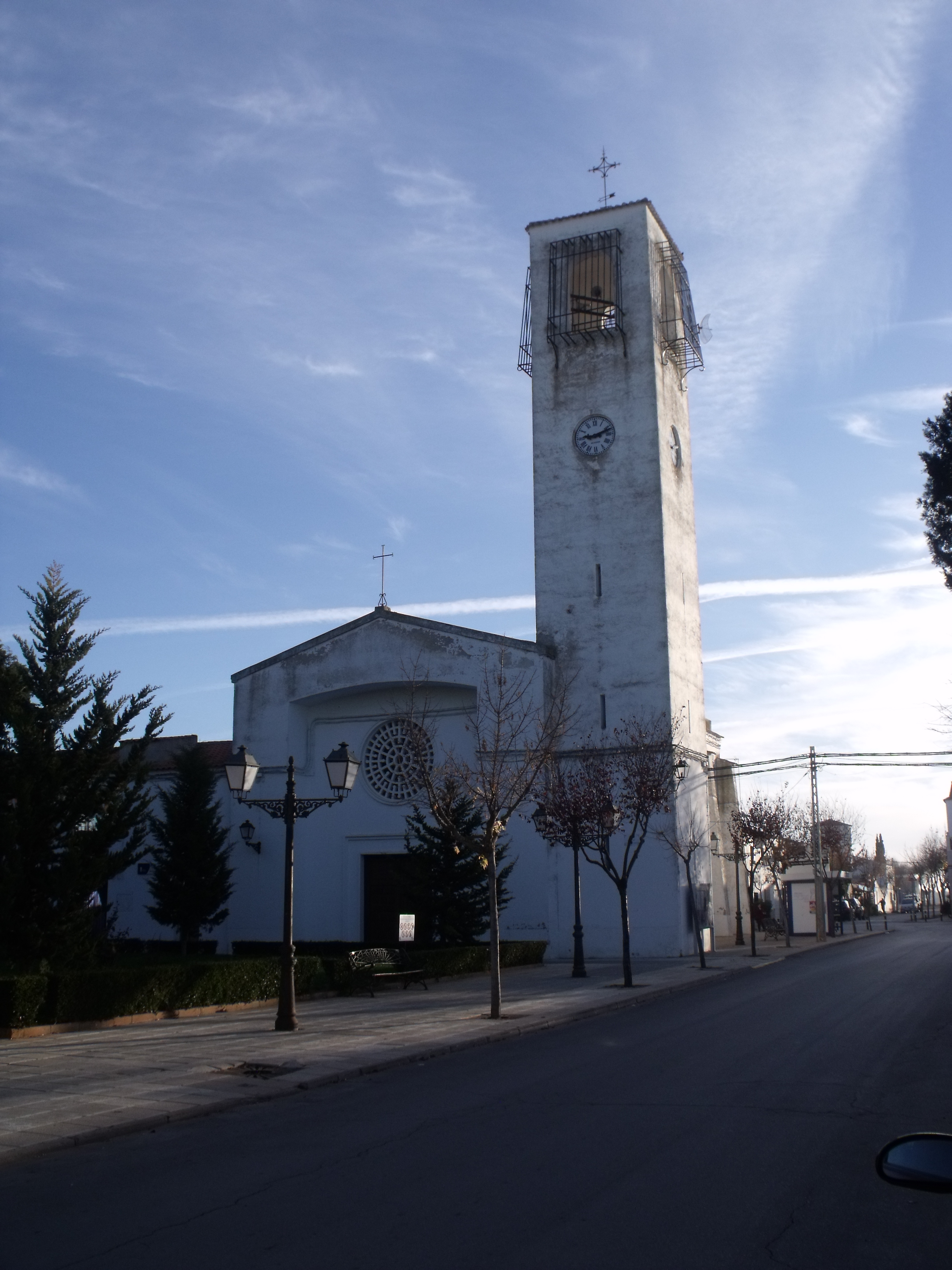
Kirche

- Kirche